# Péninsule de Rodopoú
La péninsule de Rodopoú est une péninsule peu peuplée de 19 km de long située dans le district régional de La Canée, en Crète, en Grèce. Elle doit son nom à la localité de Rodopoú, qui est sa plus grande agglomération. La plus grande partie de cette péninsule est caractérisée par une faible végétation basse, à l'exception de la partie sud où l'on trouve des oliveraies et quelques habitations. Le paysage est généralement abrupt et rocheux, avec de nombreuses gorges, qui se terminent par de petites criques où d'étroites bandes de mer pénètrent dans les rivages rocheux. La partie nord de la péninsule de Rodopoú est un habitat protégé réseau Natura 2000, code GR4340021, couvrant une superficie de 28,64 kilomètres carrés,.  La péninsule est grossièrement délimitée par l'autoroute. 
Sur la péninsule se trouvent deux monastères, le Monastère de la Vierge Marie de Goniá et celui d'Ágios Ioánnis de Goniá, ainsi qu'un certain nombre d'églises. À côté du monastère de Goniá, l'Académie orthodoxe de Crète (el) fonctionne dans un bâtiment séparé, tandis qu'à environ un demi-kilomètre au nord se trouve le monument aux Évelpides tombés lors de la bataille de Crète, car après l'occupation d'Athènes par les Allemands, l'école des Évelpides était installée dans le monastère.

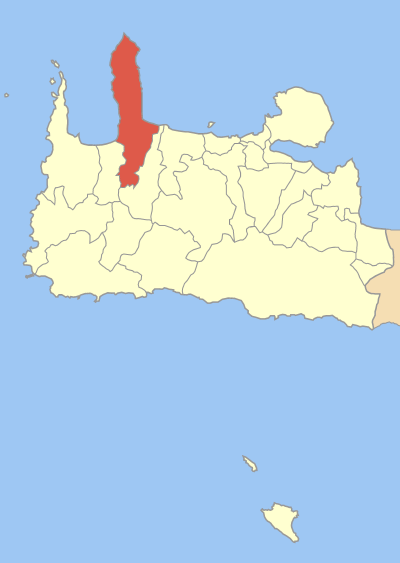
Carte du dème de Kolymvári.